# Pikes Peak
Pikes Peak är ett 4 301 meter högt berg i Klippiga bergen i Colorado, USA. Det namngavs efter Zebulon Pike, en upptäckare som 1806 ledde en expedition till södra Colorado. Pikes Peak ligger 16 km väst om Colorado Springs, Colorado.
Pikes Peaks topp har polarklimat på grund av sin höjd. Snöfall kan förekomma när som helst på året och åskväder med kraftiga vindar är vanliga på eftermiddagarna.
Varje år avgörs racet Pikes Peak Hill Climb, vilket går ut på att man ska ta sig uppför berget så snabbt som möjligt.
Guldrushen i Pike's Peak varade mellan 1858 och 1861.

## Bildgalleri

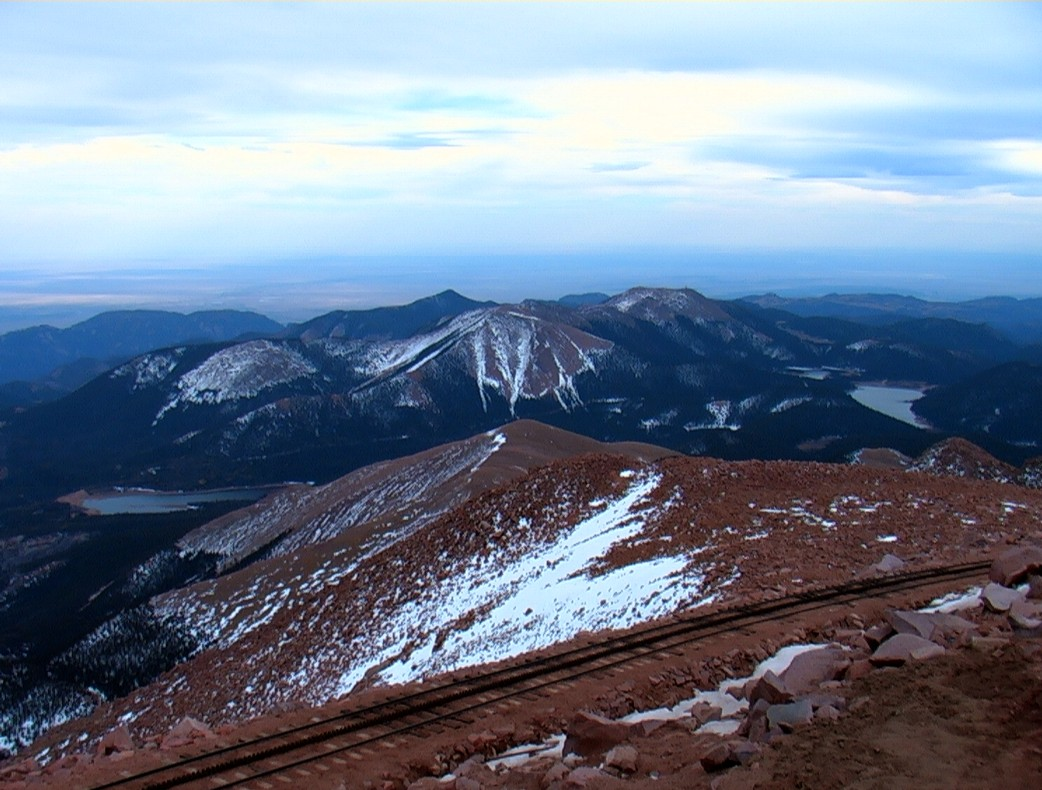
Utsikt från toppen av Pikes Peak (oktober 2006)
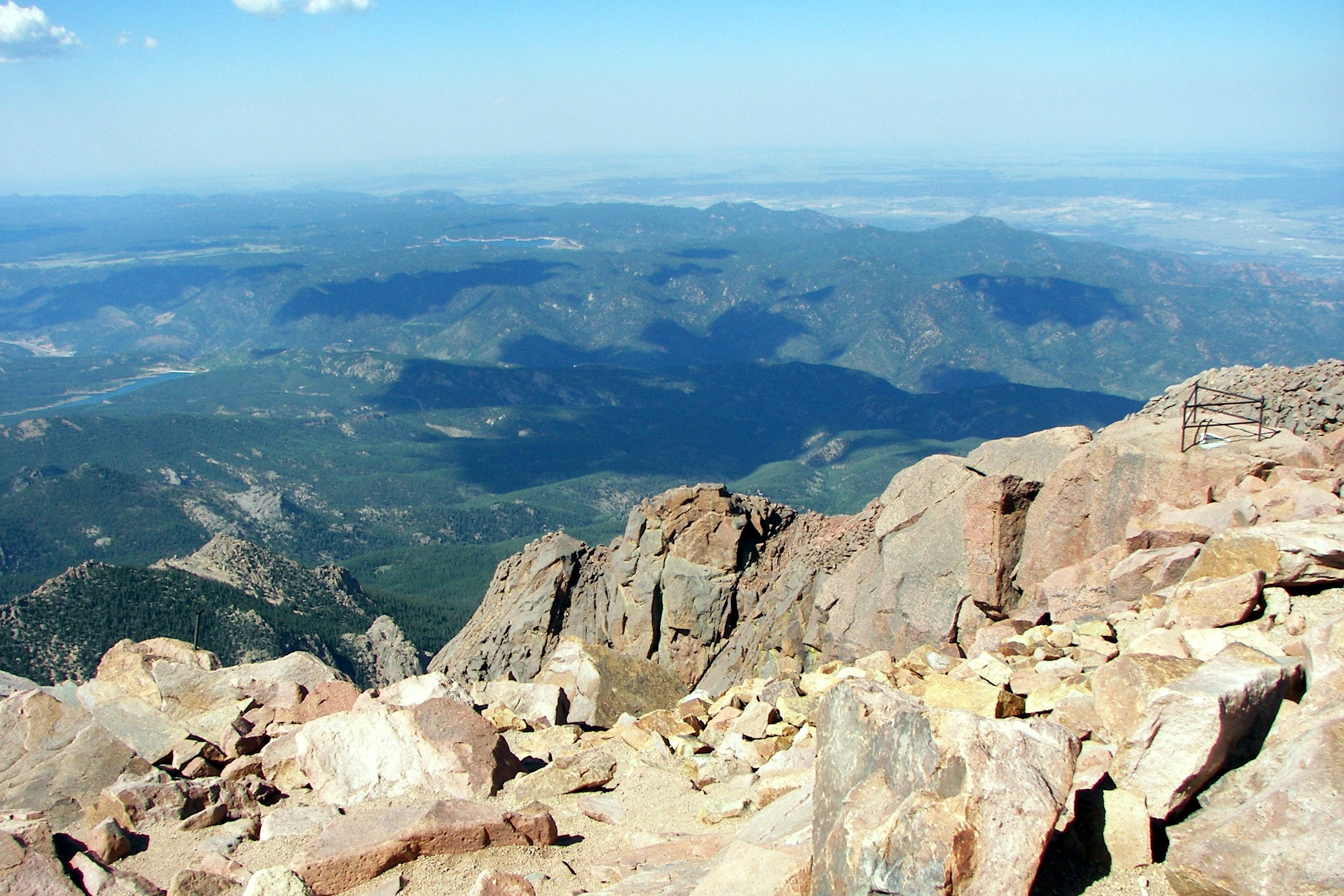
Utsikten mot nordöst från toppen av Pikes Peak
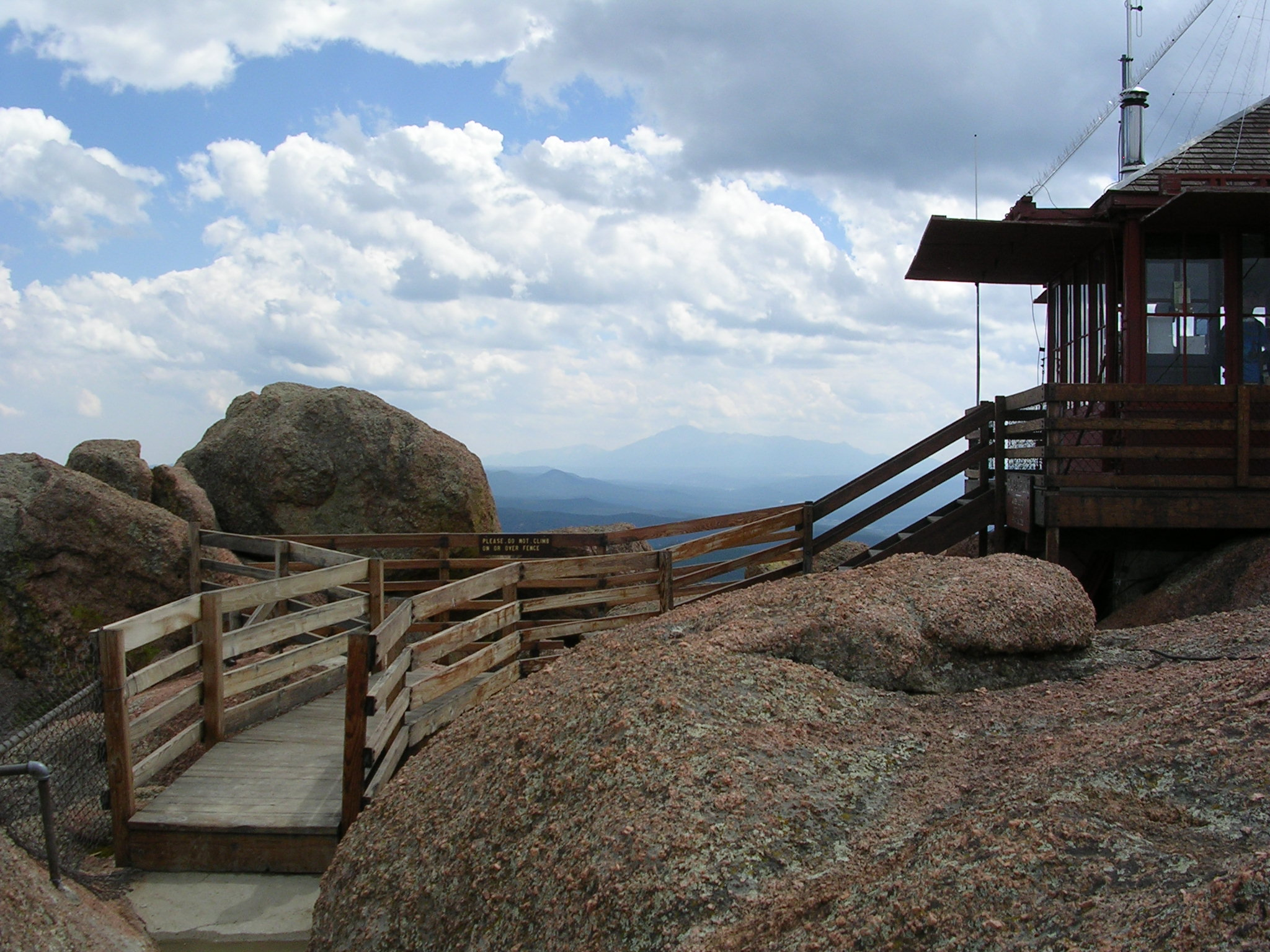
En bild på Devil's Head Lookout med Pikes Peak i bakgrunden